# Tautenhain
Tautenhain ist eine Gemeinde im Osten des Saale-Holzland-Kreises im Freistaat Thüringen. Erfüllende Gemeinde ist Bad Klosterlausnitz. Sie zählt zu den Holzlandgemeinden, welche dem Kreis einen Teil seines Namens gaben.

## Geografie

### Nachbargemeinden
Angrenzende Gemeinden sind Bad Klosterlausnitz, die Stadt Eisenberg, Silbitz und Weißenborn im Saale-Holzland-Kreis sowie die Stadt Bad Köstritz (OT Reichardtsdorf) und Kraftsdorf im Landkreis Greiz.

## Geschichte
Am 13. Januar 1284 wurde der Ort urkundlich erstmals erwähnt. Oberhalb des Himmelsgrundes 2 km östlich vom Ort auf dem Burgstädel befand sich eine Burg. Es war wohl ein hochmittelalterlicher Herrensitz.
Tautenhain gehörte zum wettinischen Kreisamt Eisenberg, welches aufgrund mehrerer Teilungen im Lauf seines Bestehens unter der Hoheit verschiedener Ernestinischer Herzogtümer stand. 1826 kam der Ort mit dem Südteil des Kreisamts Eisenberg und der Stadt Eisenberg vom Herzogtum Sachsen-Gotha-Altenburg zum Herzogtum Sachsen-Altenburg. Ab 1920 gehörte er zum Freistaat Thüringen.
Auf dem Weg zur Schlacht bei Jena und Auerstedt zogen 1806 – von Köstritz kommend – Truppen Napoleons durch das Dorf, die  eine defekte Kanone zurückgelassen haben. Nach dieser ist der Gasthof „Zur Kanone“ benannt.
Tautenhain  war bis 1974 Luftkurort. Die Stationierung von Raketentruppen der NVA im nahegelegenen Wald auf 135 ha war Anlass, dem Ort den Besuch von Urlaubern zu entziehen. Die Einheiten der 3. Raketenbrigade waren vom Mai 1975 bis 1990 hier stationiert.
Im Ort war ab etwa 1960 das Bezirksinstitut für Landwirtschaft und später eine Folgeeinrichtung mit Experten, Technikern und Laboranten tätig. So wurde 1962 nach der Hochschulreform die landwirtschaftliche Bibliothek nach Auflösung der Landwirtschaftlichen Fakultät Jena nach Tautenhain verlegt. Am 31. Dezember 1991 wurde die Tautenhainer Einrichtung abgewickelt und die Bibliothek an die LUFA Jena mit Sitz in Zwätzen rückverlagert.

### Einwohnerentwicklung
Entwicklung der Einwohnerzahl (31. Dezember):
| - 1994 - 1769 - 1995 - 1769 - 1996 - 1746 - 1997 - 1672 - 1998 - 1584 - 1999 - 1492 | - 2000 - 1430 - 2001 - 1393 - 2002 - 1367 - 2003 - 1319 - 2004 - 1279 - 2005 - 1249 | - 2006 - 1211 - 2007 - 1169 - 2008 - 1154 - 2009 - 1124 - 2010 - 1096 - 2011 - 1059 | - 2012 - 1021 - 2013 - 1011 - 2014 - 994 - 2015 - 975 - 2016 - 941 - 2017 - 949 | - 2018 - 946 - 2019 - 922 - 2020 - 928 - 2021 - 924 |

 Datenquelle: Thüringer Landesamt für Statistik

## Kultur und Sehenswürdigkeiten

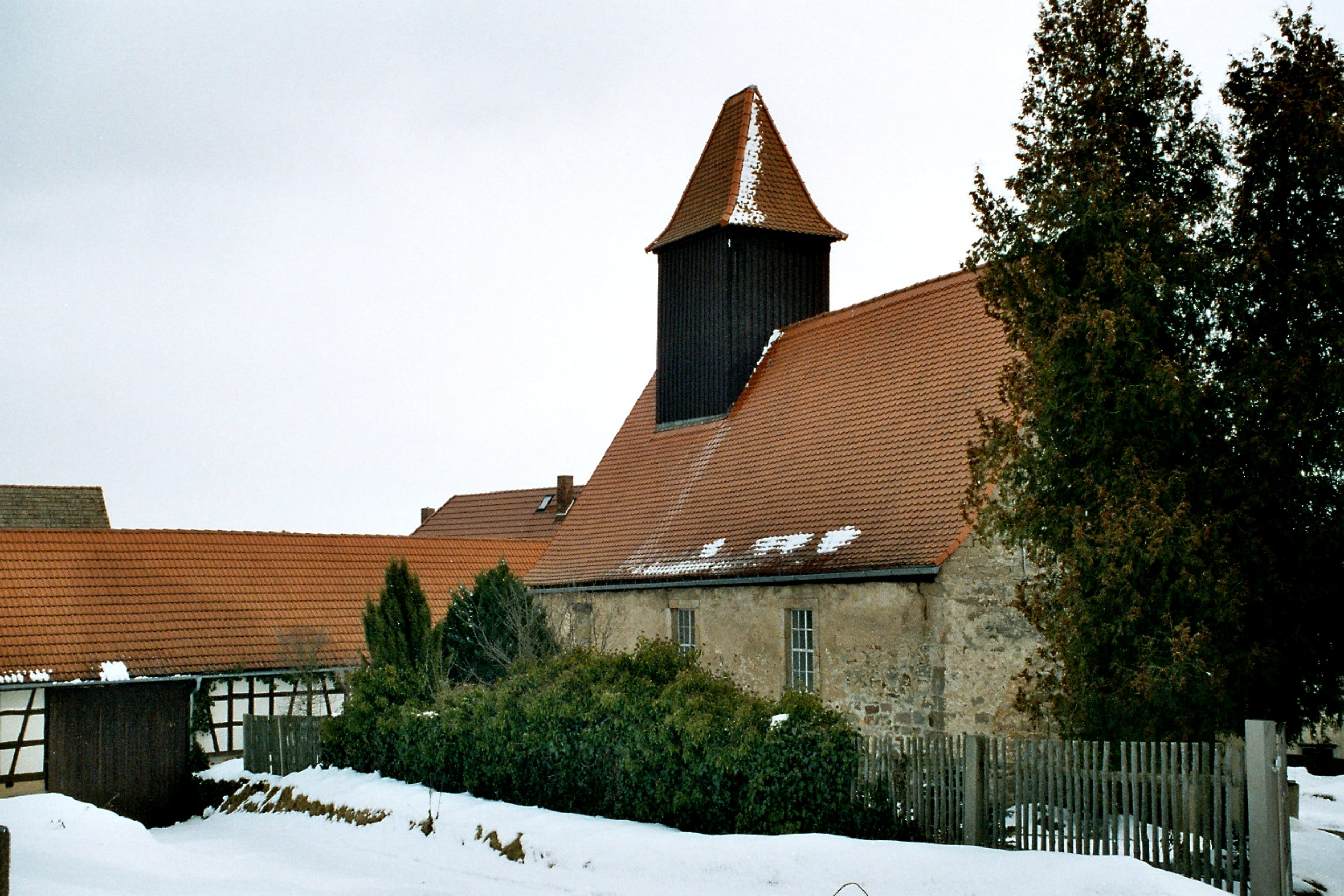
Dorfkirche

Die Johanniskirche wurde 1743 errichtet.
Das jährliche Maibaumsetzen ist lokale Tradition, ebenso das Kinder-Maibaumsetzen.
Der Musikverein Tautenhain e. V. mit 16 aktiven Musikern widmet sich der Blasmusik.

### DenkmalTautenhainer Kanoneund Kanonenfest

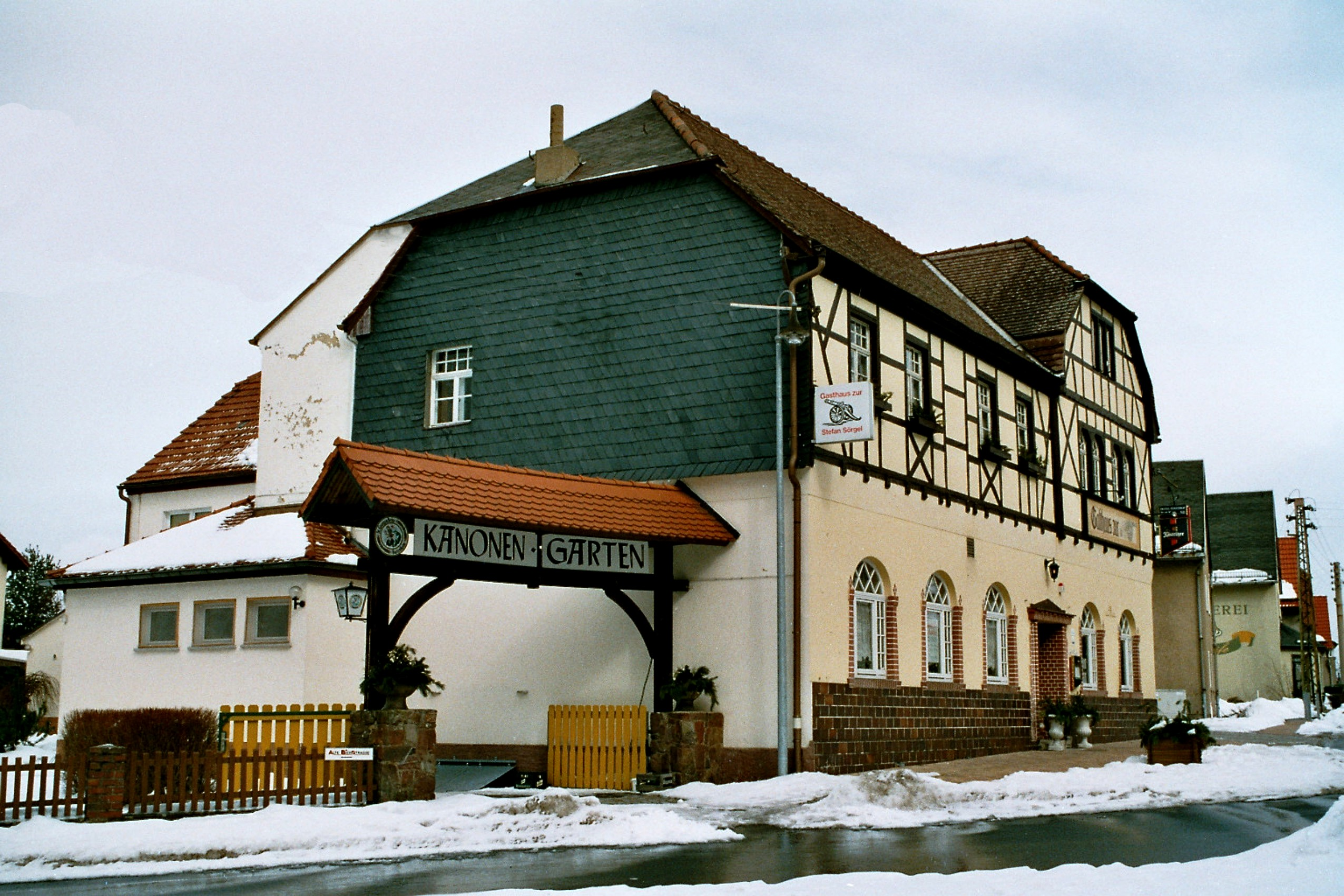
Hotel und Gasthof Zur Kanone (2005)

In Tautenhain ist als Denkmal eine originale Kanone (auf Lafette mit Rädern) der napoleonischen Truppen von 1806 zu besichtigent. Jedes Jahr findet im Ort Ende September das Kanonenfest statt, bei dem die Besucher nachgestellte napoleonische und preußische Truppen in Aktion erleben können. Beim jährlichen Kanonenfest feuern die nachgestellten Truppen ihre mitgebrachten Kanonen ab.
Die Tautenhainer Kanone soll wegen einer Beschädigung damals hier zurückgelassen worden sein. Sie steht heute auf einem gemauerten Steinpodest im Biergarten vor dem Gasthaus. Die Offiziere der napoleonischen Truppen waren 1806 wohl im Gasthof (damals ein kleines Bauerngut mit eigenem Brunnen) einquartiert oder machten hier Biwak. Die Truppe zog dann von hier zur Schlacht von Auerstedt, die Kanone blieb stehen. Das Podest mit der Kanone ist mit gusseisernen Pfosten und angehängten Metallketten umfasst. Den Wirtsleuten dieses Gasthauses haftete seit damals ein Namenszusatz an: Schon um 1830 ist als Gastwirt ein „Kanonen-Karl“ belegt. Diese Gepflogenheit wird bis heute so beibehalten.

## Verkehr
Tautenhain liegt an der L 1075. Die Bahnstrecke Crossen an der Elster–Porstendorf, an welcher der Bahnhof Eisenberg (Thür) lag, ist inzwischen stillgelegt. Nächstgelegener Bahnhof ist der Bahnhof Hermsdorf-Klosterlausnitz an der Bahnstrecke Weimar–Gera.